# Кардиоспазм
Кардиоспа́зм (от греч. ϰαρδία [kardia] «сердце», в данном случае подразумевается кардиальные отделы желудка и пищевода + спазм; в англ. achalasia cardia), или ахалази́я ка́рдии, или ахалази́я пищево́да — хроническое нервно-мышечное заболевание, характеризующееся отсутствием или недостаточным рефлекторным расслаблением кардиального сфинктера, вследствие чего происходит функциональное (непостоянное) нарушение проходимости пищевода, вызванное сужением его отдела перед входом в желудок (кардии) и расширением вышерасположенных участков. Развиваться может в любом возрасте.
Кардиоспазм не следует путать с тотальным спазмом пищевода (эзофагоспазмом), гипертензивной перистальтикой пищевода, или со стенозом пищевода.

## Этимология
Современные термины «кардиоспазм» («cardiospasm») и «achalasia» равнозначны и отражают лишь историческое происхождение и закрепление в национальных особенностях терминологии и словоупотребления. Томас Уиллис впервые описал это состояние в 1672 году как «кардиоспазм». То есть как функциональное мышечное напряжение и сужение просвета данной локализации. В 1922 году А. Ф. Херст выяснил, что такое нарушение моторики пищевода связано с неспособностью сфинктера к расслаблению, и назвал его «ахалазия» (от греч. α- «отрицание» + χαλάσης [khalasis] «расслабление»). Название «мегаэзофагус» в некоторых языках, к примеру во французском как синоним кардиоспазма, связано со вторичным проявлением заболевания — расширением пищевода (mega + oesophagus).
Предпочтительному употреблению «achalasia» в американско-английском языке, вероятно способствовало то, что «cardiospasm» мог ассоциироваться и с истерией (гистрионизмом), то есть с возможностью имитации, в то время как «achalasia» как бы исключала подобное. В русскоязычной литературе тоже встречается название «ахалазия кардии», введённое в 1983—1984 годах А. Ф. Черноусовым, хотя при этом авторы в большинстве случаев не указывают различий между клинической картиной и методами лечения его с кардиоспазмом, различия ограничиваются только в механизме описываемого патогенеза, заключающегося как указано выше, в одном случае в спазме сфинктера с повышением его тонуса и сужении кардии, во втором в неспособности расслабиться спазмированного сфинктера без повышения его тонуса, но также с суженным кардием. Ряд же авторов, в частности В. Х. Василенко, Б. В. Петровский, считают такое разделение не целесообразным, так как чётких критериев разделения между ними нет.
Кардиоспазм / ахалазию кардии / с идиопатическим расширением пищевода, когда нарушено прохождение пищи и жидкости из пищевода в желудок и происходит его скопление в пищеводе, приводящее в том числе к регургитации содержимого пищевода, не следует путать и с недостаточностью кардии, когда из-за снижения тонуса кардиального сфинктера происходит регургитация из желудка его содержимого в пищевод, наблюдаемый при ГЭРБ.

## Этиология
Причины возникновения кардиоспазма неясны; в его происхождении большую роль играет нарушение функций блуждающего нерва, обеспечивающего перистальтическую активность пищевода и раскрытие кардии.

## Клиника
Основная жалоба пациентов с кардиоспазмом — дисфагия. Клиническая картина кардиоспазма характеризуется медленным, но неуклонным прогрессированием всех основных симптомов заболевания:
Заболевание может развиться в любом возрасте, но чаще от 20 до 40 лет. Начинается затруднением глотания (дисфагия), возникающим внезапно или развивающимся постепенно. У большинства больных лучше проходит тёплая жидкая пища, у некоторых — твёрдая. При появлении дисфагии больные пытаются помочь прохождению пищи (едят стоя, ходят во время еды, сдавливают грудную клетку руками и тому подобное). Задержка проглоченной пищи ведёт к расширению пищевода выше места сужения его. Часто наблюдаются постоянные или приступообразные боли в области мечевидного отростка грудины, отдающие в шею или область сердца. При срыгивании застоявшиеся пищевые массы могут затекать в дыхательные пути и вызывать аспирационные воспаления лёгких, абсцессы лёгких и др. Уменьшение количества поступающей в желудок воды и пищи может приводить к тяжёлому истощению.
Стадии заболевания
| 1 стадия (функциональная) | Характеризуется непостоянным нарушением прохождения пищи по пищеводу вследствие кратковременных нарушений расслабления кардиального сфинктера при глотании и умеренного повышения его базального тонуса. Расширение пищевода отсутствует.  |
| 2 стадия                  | Отмечается стабильным повышением базального тонуса кардиального сфинктера, значительное нарушение его расслабления во время глотания и умеренное расширение пищевода выше места постоянного функционального спазма кардиального сфинктера. |
| 3 стадия                  | Наблюдаются рубцовые изменения дистальной части пищевода, что сопровождается резким органическим его сужением (стенозом) и значительным (не менее чем в 2 раза) расширением вышележащих отделов.                                           |
| 4 стадия                  | Отмечается выраженное рубцовое сужение пищевода в сочетании с его расширением, S-образной деформаций и развитием осложнений - эзофагита и параэзофагита.                                                                                   |

## Лечение
Лечение: гигиенический режим, диета. На ночь промыванием тёплой водой или настоем ромашки освобождают пищевод от содержимого. Назначаются спазмолитические препараты (атропин, папаверин), ганглиоблокирующие средства и др. При неэффективности консервативного лечения — оперативное.
Изменение образа жизни
Пациентам с кардиоспазмом необходимо соблюдение диеты: следует исключить острые, кислые продукты, пища должна быть тёплой и принимать её нужно медленно, тщательно пережёвывая. Оптимальным считается пятиразовое питание небольшими порциями. После приёма пищи для исключения регургитации запрещено принимать горизонтальное положение, так же не рекомендуется спать в строго горизонтальном положении, так как пища надолго может задерживаться в пищеводе, во время сна верхний пищеводный сфинктер расслабляется, что может привести к регургитации и аспирации дыхательных путей.
Консервативное лечение
Для консервативного лечения применяются две группы препаратов: блокаторы кальциевых каналов и нитраты, которые снижают давление в нижнем пищеводном сфинктере в среднем на 47-63 %. В связи с тем, что при консервативном лечении купировать симптомы кардиоспазма удаётся достаточно редко, а лекарственные средства имеют побочные эффекты, такие как головная боль, артериальная гипотензия и головокружение, консервативная терапия применяется в случае невозможности использования альтернативных методов лечения или при подготовке пациентов к пневмокардиодилатации или хирургическому лечению.
Однако в Европейских клинических рекомендациях по кардиоспазму, разработанных экспертами UEG (United European Gastroenterology), ESNM (European Society of Neurogastroenterology & Motility), ESGAR (European Society of Gastrointestinal and Abdominal Radiology) и EAES (European Association for Endoscopic Surgery and other interventional techniques) и опубликованных в 2020 году, не рекомендуется использовать блокаторы кальциевых каналов и нитраты, а также ингибиторы фосфодиэстеразы.
Пневмокардиодилатация
Лечение целесообразно начинать с неоперативных методов, основным из которых является ступенчатая баллонная пневматическая дилатация (ПД) под флюороскопическим контролем. Эффективность ПД варьирует от 60 до 85 %, снижаясь пропорционально количеству проводимых курсов лечения. У 30-40 % больных возникает рецидив клинической симптоматики, в связи с чем требуется повторное лечение. Процедура заключается в расширении суженного участка пищеводно-желудочного перехода с помощью кардиодилататора, в результате чего снижается давление нижнего пищеводного сфинктера и улучшается пассаж пищи.
Хирургическое лечение
Основным оперативным вмешательством является эзофагокардиомиотомия с неполной фундопликацией для предупреждения рефлюкса. Согласно отдалённым результатам, по эффективности она превосходит ПД, но в связи с необходимостью наркоза и из-за травматизации тканей, применяется только при неэффективности или невозможности проведения ПД.
В настоящее время клинические испытания проходит новая методика эндоскопической операции, так называемая POEM (Peroral Endoscopic Myotomy — пероральная эндоскопическая миотомия). Операция выполняется через рот. Через гастроскоп рассекается слизистая оболочка пищевода. После этого выполняется рассечение мышечной оболочки в области стеноза. Первичные результаты операции благоприятные.

## Прогноз
Кардиоспазм рассматривается как предраковое заболевание, поскольку рак развивается у 3-8 % больных с кардиоспазмом и вероятность его возникновения возрастает с увеличением продолжительности заболевания, причем не только в кардии, но и в изменённом пищеводе. В связи с этим необходимо своевременное выявление и лечение больных. Ремиссия после пневматической дилатации в течение 5-10 лет составляет в среднем 75-90 %.

## Эпидемиология
Распространенность составляет 10 случаев на 100 000 населения, а заболеваемость — 1 на 100 000 населения. Идиопатический кардиоспазм встречается с одинаковой частотой как у мужчин, так и у женщин, чаще всего диагностируется в возрасте от 25 до 60 лет.

## Комментарии
1. ↑  Следует учесть, что само по себе, при употреблении без контекста, слово «ахалазия» при этом не указывает на конкретную локализацию, к примеру, ахалазия пищевода[К:1] проявляется кардиоспазмом и развитием мегаэзофагита, ахалазия мочеточников (англ. ureteral achalasia) приводит к развитию мегауретра[К:2].